# Lauren Birriel
Lauren Birriel est une actrice américaine.

## Filmographie
- 2009 : Ghostown : Espy Montoya
- 2010 : Confession of a Gangster : Claudia
- 2011 : Slip Away (court métrage) : Selena
- 2011 : Tamale Lesson (court métrage) : Connie
- 2011 : Ball Two (court métrage) : Flora
- 2012 : Southland (série télévisée) : Marni
- 2013 : Shameless (série télévisée) : Alexa
- 2013 : Tamale Lesson (court métrage)
- 2013 : Conversando entre tamales (court métrage) : Connie